# Byron Sound
Byron Sound är ett sund i territoriet Falklandsöarna (Storbritannien). Det ligger i den nordvästra delen av ögruppen, 170 km väster om huvudstaden Stanley.